# Polysorbate
Les polysorbates sont des esters d'acides gras et de polyoxyéthylène sorbitane (dérivé éthoxylé du sorbitane). Constitués ainsi d'une chaîne carbonée (parfois plusieurs) aliphatique hydrophobe (l'acide ou les acides gras, qui constituent la « queue ») et d'une « tête » (extrémité de la chaîne) éthoxylée hydrophile, ce sont des molécules amphiphiles utilisées comme tensioactifs (émulsifiants), dont la HLB dépend des acides gras en jeu et du nombre de fonctions éthoxy.
Les polysorbates sont parfois désignés par le nom de marque Tween,. Cinq d'entre eux sont utilisés comme additifs alimentaires.
| Numéro E | Nom                                                         | Formule topologique | HLB  |
| -------- | ----------------------------------------------------------- | ------------------- | ---- |
| E432     | Monolaurate de polyoxyéthylène sorbitane (polysorbate 20)   |                     | 16,7 |
| E433     | Monooléate de polyoxyéthylène sorbitane (polysorbate 80)    |                     | 15,0 |
| E434     | Monopalmitate de polyoxyéthylène sorbitane (polysorbate 40) |                     | 15,6 |
| E435     | Monostéarate de polyoxyéthylène sorbitane (polysorbate 60)  |                     | 14,9 |
| E436     | Tristéarate de polyoxyéthylène sorbitane (polysorbate 65)   |                     | 10,5 |